# Protoseudyra secunda
Protoseudyra secunda là một loài bướm đêm trong họ Noctuidae.